# تشارلز إف. روس
تشارلز إف. روس (بالإنجليزية: Charles F. Roos)‏ هو اقتصادي أمريكي، ولد في 18 مايو 1901 في نيو أورلينز في الولايات المتحدة، وتوفي في 6 يناير 1958 في نيويورك في الولايات المتحدة.